# Cephalaeschna triadica
Cephalaeschna triadica – gatunek ważki z rodziny żagnicowatych (Aeshnidae).